# Assassin's Creed : Renaissance
 (août 2011).
Si vous disposez d'ouvrages ou d'articles de référence ou si vous connaissez des sites web de qualité traitant du thème abordé ici, merci de compléter l'article en donnant les références utiles à sa vérifiabilité et en les liant à la section « Notes et références ».
Assassin's Creed : Renaissance (titre original : Assassin's Creed: Renaissance) est un roman tiré du jeu d'Ubisoft, Assassin's Creed II. Écrit par Oliver Bowden, il a été publié en 2009.
L'histoire est celle d'Ezio Auditore de Florence. Elle commence en 1476, à Florence, et se termine en 1503 (et non 1499 comme dans le jeu) au Vatican.
Le livre a connu une suite, Assassin's Creed: Brotherhood, tirée du jeu du même nom, et possédant le même personnage principal.

## Histoire
En 1476, Ezio Auditore est un jeune fils de banquier vivant à Florence amateur de femmes et de bagarre, en constante rivalité avec Vieri de' Pazzi. Sa vie tranquille va prendre un cours tragique quand, trahi par le gonfalonnier Uberto Alberti, son père et ses deux frères sont envoyés en prison et condamnés à mort pour trahison. Pour venger sa famille, Ezio va percer les secrets de son père et devenir à son tour un Assassin, un guerrier luttant en secret contre les Templiers, qui complotent pour prendre le pouvoir sur les cités-États d'Italie.